# Jan Ruff O’Herne
Jan Ruff O’Herne (ur. 18 stycznia 1923 w Bandungu, zm. 19 sierpnia 2019 w Adelaide) – australijska nauczycielka holenderskiego pochodzenia, ofiara japońskiego niewolnictwa seksualnego, aktywistka praw kobiet, występująca na rzecz ofiar gwałtów wojennych, a w szczególności walcząca o oficjalne przeprosiny i zadośćuczynienie dla kobiet, które w czasie wojny na Pacyfiku były zmuszane do prostytucji przez japońskie siły zbrojne.

## Życiorys

### Młodość
Jeanne Alida „Jan” O’Herne urodziła się 18 stycznia 1923 roku w Bandungu na wyspie Jawa w Holenderskich Indiach Wschodnich (ob. Indonezja). Pochodziła z rodziny holenderskich kolonistów, od czterech pokoleń zamieszkującej na Jawie.
Dorastała na plantacji trzciny cukrowej, której właścicielami byli jej rodzice. Na krótko przed wybuchem wojny na Pacyfiku ukończyła franciszkańskie kolegium nauczycielskie w Semarang. Będąc głęboko wierzącą katoliczką, zamierzała wstąpić do żeńskiego zgromadzenia zakonnego. Przed wybuchem wojny zdążyła złożyć śluby czasowe.

### II wojna światowa
W marcu 1942 roku, kilka miesięcy po ataku na Pearl Harbor, Jawa wraz z resztą Holenderskich Indii Wschodnich znalazła się pod japońską okupacją. Holenderscy koloniści i obywatele państw alianckich zostali osadzeni w obozach dla internowanych. Jan O’Herne wraz z matką i dwiema młodszymi siostrami trafiła do kobiecego obozu w Ambarawie. Przez kolejne dwa lata pracowała tam jako robotnica przymusowa, cierpiąc podobnie jak inne więźniarki na skutek niedożywienia, trudnych warunków bytowych i złego traktowania.
W lutym 1944 roku, gdy wróciła do baraku po całodziennej pracy, Japończycy urządzili apel, na którym zgromadzili wszystkie niezamężne kobiety w wieku powyżej 17 lat. Przeprowadzono selekcję, w której wyniku O’Herne wraz dziewięcioma innymi dziewczętami została wybrana i – mimo protestów pozostałych więźniarek – wywieziona z Ambarawy. Po drodze dołączono do nich kolejne sześć kobiet (zabranych z innego obozu). Ostatecznie znalazła się w grupie siedmiu dziewcząt, które trafiły do „Domu Siedmiu Mórz” – oficerskiego domu publicznego ulokowanego w dużym budynku w stylu kolonialnym, który znajdował się na przedmieściach Semarang. 
Następnego dnia po przybyciu Holenderki zostały poinformowane, że będą odtąd „pocieszycielkami”. Wykonano im zdjęcia, które zawisły na ścianach we frontowym pomieszczeniu klubu. Nadano im również japońskie imiona (będące nazwami różnych kwiatów). Gwałtowne protesty dziewcząt na nic się nie zdały; zagrożono im, że w przypadku „nieposłuszeństwa” ich rodziny zostaną ukarane. W nocy, w której działalność przybytku została oficjalnie zainaugurowana, O’Herne została po raz pierwszy brutalnie zgwałcona przez japońskiego oficera (było to jednocześnie jej pierwsze doświadczenie seksualne). 
Była więziona w domu publicznym przez około trzy miesiące, doświadczając w tym czasie nieustannej przemocy seksualnej. Oficjalnie „pocieszycielki” były zobowiązane „pracować” wyłącznie nocami, w godzinach funkcjonowania klubu, jednakże w praktyce były stale narażone na napastowanie ze strony Japończyków, którzy z różnych powodów przebywali na terenie „Domu Siedmiu Mórz”. O’Herne była gwałcona również przez japońskiego lekarza, którego zadaniem było regularne badanie stanu zdrowia dziewcząt.
Po latach wspominała, że „żaden Japończyk nigdy nie zgwałcił mnie bez wcześniejszej walki”. Z powodu „nieposłuszeństwa” była wielokrotnie bita. Grożono jej również śmiercią lub zesłaniem do domu publicznego dla szeregowych żołnierzy. W desperackiej próbie zmniejszenia swojej atrakcyjności w oczach gwałcicieli ścięła nawet włosy, przyniosło to jednak skutek odwrotny do zamierzonego, gdyż została uznana za „osobliwość”.
Na skutek nieustannych gwałtów zaszła w ciążę. Gdy przyznała się do tego japońskiej kobiecie, która nadzorowała więźniarki, ta dostarczyła jej tabletki wywołujące poronienie. Ze względu na swoje przekonania religijne O’Herne odmówiła jednak ich przyjęcia. Ostatecznie Japończycy siłą zmusili ją do połknięcia tabletek, powodując przerwanie ciąży.
Po upływie około trzech miesięcy O’Herne wraz z towarzyszkami została zabrana z „Domu Siedmiu Mórz”. Japończycy zagrozili dziewczętom, że one i ich rodziny zostaną zabite, jeśli ujawnią, co je spotkało. Zostały następnie osadzone w kobiecym obozie dla internowanych w Batawii. Wszystkie młode kobiety, które dobrowolnie lub pod przymusem trafiły do japońskich domów publicznych, były teraz przetrzymywane w specjalnej, izolowanej części obozu. O’Herne wspominała, że ona i jej towarzyszki spotkały się z wrogością i pogardą ze strony kobiet przetrzymywanych w obozie ogólnym. Sekcję, w której je przetrzymywano, nazwano Hoeren Kamp („obóz kurew”), one same były natomiast nazywane zdrajczyniami, prostytutkami lub „królikami”.

### Losy powojenne
O swoich przeżyciach w „Domu Siedmiu Mórz” opowiedziała początkowo wyłącznie matce oraz katolickiemu księdzu. Liczyła, że po wyzwoleniu zdoła zrealizować swoje przedwojenne plany. Duchowny, któremu wyznała prawdę o swoich przeżyciach, uznał jednak, że z ich powodu nie powinna wstępować do zakonu. Było to dla niej silnym ciosem.
Wkrótce poznała Toma Ruffa – brytyjskiego żołnierza, weterana kampanii birmańskiej, który pełnił służbę na Jawie. Pobrali się w 1946 roku, po czym wyjechali do Wielkiej Brytanii. W 1960 roku wyemigrowali do Australii i zamieszkali w Adelaide. W nowej ojczyźnie Jan Ruff pracowała jako nauczycielka w katolickich szkołach podstawowych. Aktywnie udzielała się w życiu lokalnego kościoła, m.in. jako członkini parafialnego chóru, organistka i twórczyni chorągwi kościelnych.
Przez blisko 50 lat trzymała w tajemnicy swoje wojenne przeżycia (wiedział o nich wyłącznie jej mąż). Zmagała się z dolegliwościami fizycznymi i psychicznymi, powstałymi na skutek doznanych gwałtów. Nie była w stanie nawiązać w pełni satysfakcjonującej relacji seksualnej z mężem. Trzykrotnie poroniła. Dopiero na skutek skomplikowanych zabiegów chirurgicznych była w stanie utrzymać kolejne ciąże. Ostatecznie urodziła dwie córki: Eileen i Carol.
W 1975 roku na skutek potrącenia przez samochód Tom Ruff doznał rozległych obrażeń mózgu. Jan opiekowała się mężem do jego śmierci w 1995 roku.

### Aktywizm
Na początku lat 90. do międzynarodowego obiegu zaczęły stopniowo przebijać się relacje azjatyckich kobiet, które w czasie wojny były zmuszane do prostytucji przez japońskie siły zbrojne. Obejrzawszy w telewizji wywiad z trzema ocalałymi Koreankami, Jan Ruff zdecydowała się przerwać milczenie. Wpływ na jej decyzję miały również doniesienia o masowych gwałtach, które napływały w tym czasie z ogarniętej wojną Bośni i Hercegowiny.
9 grudnia 1992 roku, jako jedyna kobieta pochodzenia nie-azjatyckiego, wzięła udział w międzynarodowej konferencji w Tokio, której organizatorami były m.in. stowarzyszenie japońskich prawników oraz Dutch Honorary Debts Committee Foundation. Podczas tego wydarzenia głos zabrały ofiary japońskich zbrodni wojennych: osoby, które przeżyły pobyt w obozach jenieckich, byli robotnicy przymusowi, kobiety zmuszane do prostytucji. Wtedy to po raz pierwszy publicznie opowiedziała o swoich przeżyciach. Jej wystąpienie – choć mniej emocjonalne w porównaniu ze świadectwami pozostałych kobiet – wywołało duże poruszenie wśród uczestników. Zakończyła je słowami:

Odebrali mi wszystko: poczucie własnej wartości, godność, wolność, własność, rodzinę. Tylko jednego nigdy nie zdołali mi odebrać: wiary i umiłowania Boga [...] To właśnie głęboka wiara pozwoliła mi przetrwać wszystko czego doświadczyłam z brutalnych, barbarzyńskich rąk Japończyków. Wybaczyłam Japończykom, to co mi uczynili, jednakże nigdy nie zapomnę.

Jej wystąpienie miało duże znaczenie dla przywrócenia pamięci o cierpieniach japońskich niewolnic seksualnych. O ile bowiem wcześniej kwestia ta rzutowała przede wszystkim na dwustronne relacje Japonii z Republiką Korei, o tyle świadectwo Jan Ruff – w połączeniu z upublicznionym dwa miesiące wcześniej świadectwem pochodzącej z Filipin Rosy Henson – sprawiło, że historia „pocieszycielek” stała się po raz pierwszy przedmiotem zainteresowania międzynarodowej opinii publicznej. 
W 1994 roku wydała autobiografię pt. Fifty Years of Silence (pol. Pięćdziesiąt lat milczenia), w której opisywała swoje przedwojenne życie oraz niewolę i przymusową prostytucję w czasie japońskiej okupacji. W tym samym roku nakręcono poświęcony jej film dokumentalny pt. 50 Years of Silence, wyreżyserowany przez córkę Jan, Carol Ruff, oraz Neda Landera i Jamesa Bradleya.
Przez kolejnych 20 lat aktywnie uczestniczyła w kampaniach społecznych na rzecz ofiar gwałtów wojennych. W szczególności zabiegała jednak o oficjalne przeprosiny i zadośćuczynienie ze strony rządu Japonii dla ocalałych ofiar przymusowej prostytucji. Gdy amerykański kongresmen Mike Honda złożył projekt niewiążącej rezolucji, która wzywała Japonię do oficjalnych przeprosin i przyjęcia historycznej odpowiedzialności za zmuszanie kobiet do prostytucji w wojskowych domach publicznych, udała się do Waszyngtonu, gdzie 15 lutego 2007 roku wraz z dwiema ocalałymi Koreankami wzięła udział w publicznym wysłuchaniu przed podkomisją Izby Reprezentantów ds. Azji i Pacyfiku. Krytycznie odnosiła się do stosowania w publicznym obiegu eufemistycznego określenia „pocieszycielki” (ang. Comfort Women), podkreślając, że ona i inne ocalałe powinny być – zgodnie z historyczną prawdą – nazywane „ofiarami wojennych gwałtów, uprowadzonymi i zniewolonymi przez Cesarską Armię Japońską”.
W 1998 roku rząd Japonii – w ramach szerszego programu skierowanego do holenderskich ofiar wojennego niewolnictwa seksualnego – zaoferował jej finansowe zadośćuczynienie. Odmówiła jednak przyjęcia pieniędzy, uznając działania Tokio za nieszczere i stanowiące próbę wyciszenia krytyki ze strony ofiar. W późniejszych latach była obiektem ataków ze strony japońskiej prasy.
W 2001 roku rząd Holandii odznaczył ją orderem Oranje-Nassau. Rok później została odznaczona Orderem Australii. Uhonorowano ją również Medalem Stulecia, a Returned and Services League of Australia przyznała jej nagrodę „ANZAC Peace Prize”. Ponadto papież Jan Paweł II nadał jej Krzyż Komandorski Orderu Św. Sylwestra.
Zmarła 19 sierpnia 2019 roku w Adelaide.

## Odniesienia w kulturze
Na postaci Jan Ruff O’Herne wzorowana jest jedna z bohaterek musicalu Comfort Women: A New Musical (2015).